# جوشکاری ترکیبی لیزر

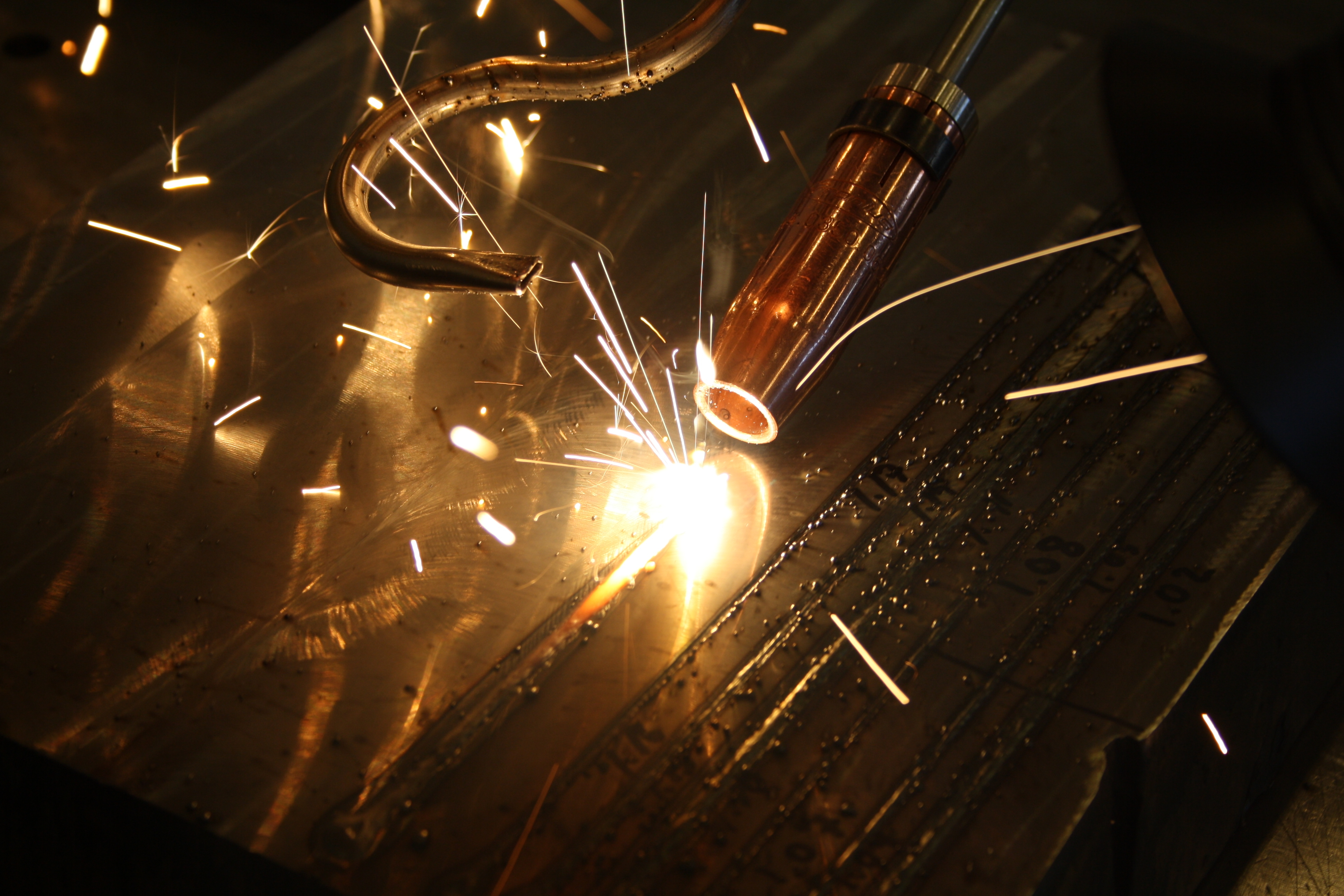
جوشکاری لیزر

جوشکاری TIG

جوشکاری ترکیبی لیزر یکی از فرایندهای جوشکاری است که در آن به منظور افزایش مزیتهای فنی و اقتصادی، به صورت همزمان جوشکاری لیزر و جوشکاری با قوس الکتریکی در یک حوضچه جوش یکسان اعمال و ترکیب می‌گردد. به طوری که مزیتهای دو روش ادغام و بر مشکلات هر یک از آن‌ها غلبه می‌گردد.
تمام فلزات و آلیاژهای مهم صنعتی مانند آلیاژهای آلومینیوم، آلیاژهای تیتانیم، آلیاژهای منیزیم، انواع فولاد، فولادهای کربنی، فولادهای کم آلیاژ، فولادهای زنگ نزن، حتی ورقه‌های فولادی با روکش روی که در هنگام جوشکاری با فرایندهای مرسوم جوشکاری به دلیل تبخیر روی و نفوذ بخار آن به فلز مذاب، باعث شکل‌گیری حفره‌ها و سوراخ‌ها و ایجاد تخلخل در محل جوش می‌گردد، با این روش قابل جوشکاری می‌باشند.
ترکیب پرتو لیزر و قوس الکتریکی در فرایند جوشکاری در دهه ۱۹۷۰ به وجود آمد، اما در سال‌های اخیر در کاربردهای صنعتی مورد استفاده قرار گرفته‌است. سه نوع اصلی از فرایند جوشکاری ترکیبی لیزر بسته به نوع قوس به کار رفته در آن وجود دارد. ترکیب لیزر با قوس پلاسما، TIG یا MIG/MAG از رایج‌ترین ترکیبات این فرایند هستند. اولین تحقیقات صورت گرفته در این زمینه بر روی جوشکاری ترکیبی لیزر تیگ صورت پذیرفت. در حالی که جوشکاری ترکیبی لیزر میگ به عنوان اولین فرایند جوشکاری ترکیبی لیزر شناخته می‌شود که وارد صنعت گردید.
در حالی که دراویل کار، نیاز به اثبات مناسب بودن منابع لیزری برای استفاده صنعتی وجود داشت، امروزه آن‌ها تجهیزات استاندارد بسیاری از شرکت‌های تولیدی هستند. ترکیبی از جوشکاری لیزر با یک فرایند جوش قوسی، «فرایند جوشکاری ترکیبی» نامیده می‌شود. این به این معنی است که یک پرتو لیزر و یک قوس الکتریکی به‌طور همزمان در یک منطقه جوشکاری عمل می‌کنند و بر یکدیگر تأثیر می‌گذارند.

## لیزر
پرتو منبع لیزر جوشکاری می‌تواند از منابع مختلفی تولید گردد. معمولاً در گذشته از لیزر دی‌اکسید کربن به دلیل برخی مزایا و هزینه کم تجهیزات در جوشکاری لیزر و جوشکاری ترکیبی لیزر قوس استفاده می‌گردید. اما چند سالی است که لیزر فیبری بسیار پیشرفت کرده‌است. قدرت خروجی لیزر فیبر در طی شش سال از ۱۰۰ وات به چند کیلووات افزایش یافته‌است. در حال حاضر، لیزر فیبر ایتربیم ۵۰ کیلو وات در دسترس است. جوشکاری لیزر نه تنها نیاز به قدرت لیزر بالایی دارد، بلکه یک پرتو با کیفیت بالا برای به دست آوردن اثر «عمیق جوش» مورد نظر است. کیفیت بالاتر پرتو می‌تواند برای رسیدن به قطر کوچکتر تمرکز یا فاصله کانونی بزرگتر مورد بهره‌برداری قرار گیرد. لیزرهای پر قدرت می‌توانند برای جوشکاری با عمق نفوذ بالا در تنوع زیادی از مواد مورد استفاده قرار گیرند. میزان جذب انرژی لیزر توسط فلزات و آلیاژ آن‌ها تابعی از طول موج لیزر است.

## فرایند جوشکاری ترکیبی لیزر

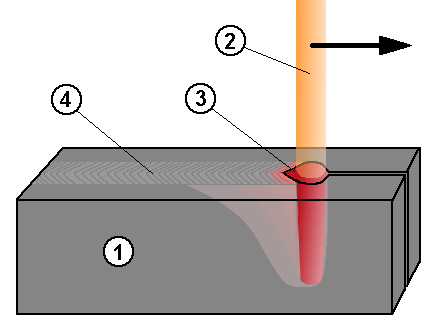
حفره سوراخ کلید

در جوشکاری لیزر فلزات، پرتو لیزر برای دستیابی به چگالی جریان انرژی بیش از ۱ مگا وات بر سانتی‌متر مربع متمرکز می‌گردد. هنگامی که پرتو لیزر به سطح ماده می‌رسد، دمای نقطه برخورد تا دمای بخار فلز گرم می‌شود. بخار گاز فرار ایجاد شده باعث ایجاد یک حفره بخار می‌شود. این حفره سوراخ کلید نامیده می‌شود. ویژگی فوق‌العاده این نوع جوش، نسبت عمق به عرض بالای آن است. چگالی جریان انرژی ناشی از جوشکاری با قوس کمی بیش از ۱۰۰ کیلو وات بر سانتی‌متر مربع است. بر خلاف فرایندهای مجزا که در آن دو فرایند جوش جداگانه عمل می‌کنند. در جوشکاری ترکیبی لیزر قوس که هر دو فرایند جوش به‌طور همزمان در یک حوضچه جوش اعمال می‌شوند. بسته به نوع لیزر یا قوس مورد استفاده و بسته به پارامترهای فرایند، این دو سیستم به شیوه‌های مختلف یکدیگر را تحت تأثیر قرار می‌دهند.
ترکیب فرایند جوشکاری لیزر و فرایند جوشکاری قوس موجب افزایش عمق نفوذ جوش، سرعت آن، منطقه متأثر از حرارت کوچکتر که منجر به کاهش اعوجاج و بسیاری مزایای دیگر می‌شود (در مقایسه با هر فرایند به تنهایی). بخار فرار فلزی خارج شده از حفره بر پلاسمای قوس عمل می‌کند. جذب پرتوی لیزر در این پلاسما، ناچیز است. بسته به نسبت توان ورودی هر یک از دو فرایند، شکل جوش حاصل از فرایند توسط لیزر یا توسط قوس تعیین می‌شود.
جذب تابش لیزر به‌طور قابل ملاحظه ای تحت تأثیر درجه حرارت سطح قطعه کار قرار می‌گیرد. قبل از اینکه فرایند جوشکاری لیزر شروع شود، باید بر بازتاب اولیه به خصوص در سطوح آلومینیوم غلبه کرد. این امر را می‌توان با پیش گرمایش ماده به دست آورد. در حالی که فرایند ترکیبی، قوس فلز را گرم می‌کند، و به جذب پرتو لیزر و غلبه بر بازتاب کمک می‌نماید. پس از رسیدن قطعه کار به دمای تبخیر، حفره بخار شکل گرفته و تقریباً تمام انرژی تابشی به قطعه کار برسد. انرژی مورد نیاز برای این امر به وسیله جذب وابسته به دما و مقدار انرژی که از طریق هدایت به بقیه قطعه کار از دست می‌رود، تعیین می‌شود. در جوش ترکیبی با استفاده از MIG، تبخیر نه تنها از سطح قطعه کار، بلکه از سیم پرکننده نیز انجام می‌شود، به طوری که بخار فلزی بیشتری برای تسهیل جذب تابش لیزر در دسترس است.

## رفتار خستگی
در طول سال‌ها، تحقیقات زیادی برای شناخت رفتار خستگی، بخصوص برای تکنیک‌های جدید مانند جوشکاری ترکیبی لیزر انجام شده‌است، اما این دانش هنوز تکامل نیافته و محدود است. جوشکاری ترکیبی لیزر یک تکنولوژی پیشرفته جوشکاری است که جوشکاری عمیق را ایجاد می‌کند و آزادی بیشتری برای کنترل هندسه سطح جوش فراهم می‌آورد؛ بنابراین، تجزیه و تحلیل خستگی و پیش‌بینی عمر مفاصل جوش‌های ترکیبی اهمیت بیشتری یافته‌است و موضوع تحقیقات در حال انجام است.